# 周鳳鳴 (正德進士)
周鳳鳴（1489年—1550年），字于岐，號山齋，南直隸蘇州府崑山縣（今江蘇昆山市）人。明朝政治人物。

## 生平
正德五年（1510年）庚午領應天府乡荐第三十一名，九年（1514年）甲戌登二甲四十六名進士。授刑部陕西司主事，十一年告病歸省祖母李氏。十五年復除本部福建司，嘉靖二年（1523年）遷刑部廣西司署員外郎、署郎中，奉命往江西审理宁王朱宸濠逆黨。三年秩满，實授本司郎中，四年丁母劉宜人憂歸。六年服除，復除本部山東司。七年由兵部尚書李承勋所荐，改任兵部职方司郎中，九年春擢大理寺左寺丞。十二年秋御史冯恩弹劾諸大臣被下狱，因忤大學士張璁、吏部尚書汪鋐意，周凤鸣被罢職奪官，士論惜之。家居十八年，手不释卷。嘉靖二十九年（1550年）卒，年六十二。

## 著作
著有《東田集》、《後樂堂集》、《西曹弼教録》、《職方奏議》。

## 家族
高祖周玑。曾祖周璩，贈南京刑部尚書。妣张氏，贈夫人。祖父周绍，累赠尚書。妣李氏，累赠夫人。父周倫，官至两京刑部尚書，卒贈太子少保，謚曰康僖。妣丘氏、继曾氏，皆贈夫人；继劉氏，封宜人。